# Long Beach, California
Long Beach este un oraș de dimensiuni relativ mari localizat în sudul statului California, USA, pe coasta Oceanului Pacific.  Este situat în comitatul Los Angeles, la  aproximativ 32 de kilometri sud de centrul orașului Los Angeles. Long Beach se învecinează cu comitatul Orange în partea de sud-est. 
Long Beach este al 36-lea cel mai mare oraș din USA și al 6-lea cel mai mare din California. În 2008 s-a estimat că ar avea o populație de 492,642. În plus, Long Beach este al 2-lea cel mai mare oraș din district, după Los Angeles și cel mai mare oraș din USA care nu este reședință de district.
Portul din Long Beach este unul dintre cele mai mari porturi din lume. Orașul are în același timp și o industrie petrolieră dezvoltată, petrolul fiind extras din pământ dar și din larg. Fabricile includ manufacturarea de părți componente pentru avioane, mașini, electronice și echipamente audio-vizuale, dar și mobilă. În oraș se găsesc totodată și sediile unor firme precum Epson America, Molina Healthcare sau Scan Health Plan. Long Beach s-a extins datorita dezvoltării de industrii în aeronautică și tehnologie de vârf.

## Istorie
Indigenii au trăit pe coastele din sudul Californiei timp de cel puțin zece mii de ani. Cu trecerea secolelor, mai multe culturi au trăit în zona în care se afla astăzi Long Beach. Până la sosirea exploratorilor spanioli din secolul 16, grupul dominant a fost Tongva. Aceștia aveau cel puțin trei așezări situate chiar în zona în care este așezat în zilele noastre orașul. Tevaaxa'anga era o așezare situată spre interiorul continentului, în apropierea râului Los Angeles, pe când Ahwaanga și Povuu'nga erau situate pe coastă. Alături de alte așezări ale Tongva, acestea au dispărut la mijlocul anilor 1800 datorită misionarizării, a schimbărilor politice dar și din cauza unei scăderi a populației din cauza expunerii la unele boli europene.
Ranch-urile Los Cerritos și Los Alamitos au fost divizate din ranch-ul Los Nietos, care fusese dat de către regele Carol al III-lea al Spaniei, în 1784 unui soldat, Manuel Nieto. O parte din vestul Long Beach-ului a făcut parte din ranch-ul San Pedro, și a fost subiect de dispută peste ani, din cauza inundării malului râului Los Angeles, aflat la granița dintre ranch-urile lui Juan Jose Dominguez și Manuel Nieto.
Ranch-ul Los Cerritos a fost cumpărat în anul 1843 de către Jonathan Temple, un yankeu venit în California în anul 1827. La puțin timp după, acesta a construit ceea ce astăzi este cunoscut drept "Los Cerritos Ranch House", o clădire construită din chirpici, care astăzi este considerata drept așezare istorică. Temple și-a creat o prosperă afacere cu vite, devenind astfel cel mai bogat om din districtul Los Angeles. Temple și ranch-ul său au jucat un rol important în Războiul mexicano-american.
Între timp, pe o insulă din San Pedro Bay, pionierii mormoni au avut o încercare eșuată de a pune bazele unei colonii, colonie care făcea parte din planul lui Brigham Young de a crea un lanț neîntrerupt de așezări între Pacific și Salt Lake.
În 1866 Temple a vândut Los Cerritos, în schimbul sumei de $20,000, firmei din nordul Californiei care se ocupa cu creșterea oilor, "Flint, Bixby & Co", asociați fiind frații Thomas și Benjamin Flint alături de vărul acestora, Lewellyn Bixby. Cu doi ani în urmă, aceeași firmă cumpăra, alături de un alt asociat, James Irvine, 3 ranch-uri care vor deveni mai târziu orașul care poartă în zilele noastre numele lui Irvine. Compania l-a ales pe fratele lui Lewellyn, pe Jotham Bixby, supranumit "Tatăl Long Beach-ului", pentru a conduce ranch-ul. Trei ani mai târziu acesta cumpăra ferma, pentru ca mai târziu să formeze "Bixby Land Company". In anii 1970, aproximativ 30,000 de oi era crescute la fermă, iar lâna acestora era tunsă de două ori pe an pentru a fi vândută. În anul 1880, Bixby vinde 4,000 de acri (16 km²) din Los Cerritos lui William E. Willmore, care o divizează în speranța de a crea o comunitate de fermieri, Willmore City. Acesta nu reușește și este cumpărat de către un sindicat din Los Angeles numit "Long Beach Land and Water Company". Acest sindicat schimba numele comunității în "Long Beach", care a fost încorporat drept oraș in anul 1888.

## Personalități născute aici
- Nate Dogg (1969 - 2011), muzician;
- Tiffani Thiessen (n. 1974), actriță;
- Russell Westbrook (n. 1988), baschetbalist.